# Masaru Yokoyama
Masaru Yokoyama (横山 克?, Yokoyama Masaru; Prefettura di Nagano, 3 novembre 1982) è un compositore e arrangiatore giapponese rappresentato dall'agenzia Miracle Bus.
Laureato in Ingegneria Elettronica e Scienze dell'Informazione presso l'Istituto di Tecnologia di Nagano e in composizione presso l'Istituto di Musica di Kunitachi, è noto per aver composto le colonne sonore di diversi dorama, anime e film.

## Discografia

### Anime
2007
- KimiKiss: pure rouge

2008
- Moegaku
- Trapezium

2009
- Queen's Blade

2010
- Arakawa Under the Bridge
- Heroman

2011
- Freezing
- Hen Zemi

2012
- Buta
- Queen's Blade: Rebellion
- Acchi Kocchi
- Joshiraku

2013
- Chōjigen game Neptune: The Animation
- Freezing Vibration
- Yūsha ni narenakatta ore wa shibushibu shūshoku o ketsui shimashita.
- Machine-Doll wa kizutsukanai

2014
- Nobunaga the Fool
- Nobunaga Concerto
- Bugie d'aprile
- Madan no ō to Vanadis

2015
- The Rolling Girls
- Yamada-kun e le 7 streghe
- Plastic Memories
- Ranpo kitan: Game of Laplace
- Mobile Suit Gundam: Iron-Blooded Orphans

2016
- BBK/BRNK
- The Lost Village
- WWW.Working!!
- Occultic;Nine
- Monster Hunter Stories: Ride On

2017
- Scum's Wish
- Interviews with Monster Girls
- Kabukibu!
- Seven Mortal Sins
- Fate/Apocrypha
- Love and Lies

2018
- Dakaretai Otoko 1-i ni Odosarete Imasu.
- Sirius the jager
- Monster strike:Hangyuka no da Tenshi
- Kishuku Gakkou no juliet

2019
- Mobile suit gundam Tekketsu no Orphans-Urôr-Hunt
- Magatsu Wahrheit

2023
- Mashle: Magic and Muscles

2024
- La medusa non sa nuotare nella notte - Jellyfish Can't Swim in the Night
- Rising Impact

### Dorama
2009
- Ijin no kuru heya

2010
- Taxmen
- Keishichō Shissōka: Takagi Kengo
- Hammer Session!

2011
- Hanawa-ke no yon shimai
- Mitsu no aji: A Taste of Honey

2012
- Risō no musuko
- Nekoben: shitai no minoshirokin
- Answer: keishichō kenshō sōsa-kan
- Ren'ai kentei
- Akumu-chan

2013
- Yakō kanran-sha
- 35-sai no kōkōsei
- Na mo naki doku
- Nanatsu no kaigi
- Honey Trap
- Christmas Drama: tenshi to jump

2014
- Fukuie keibuho no aisatsu
- Alice no toge
- Peter no sōretsu
- Jigoku sensei Nūbē
- N no tame ni

2015
- Masshiro
- Zannen na otto.
- Shin Kiseki no dōbutsuen: Asahiyama dōbutsuen monogatari 2015 - inochi no baton
- Tatakau! Shoten girl
- Napoleon no mura
- Kekkonshiki no zenjitsu ni

2016
- Specialist
- Boku no yabai tsuma
- Suna no tō: shirisugita rinjin

2017
- Reverse
- Warotenka

### Film
- Inu to anata no monogatari: inu no eiga (2011)
- High School Debut (2011)
- Akumu-chan (2014)
- Heroine shikkaku (2015)
- Kokoro ga sakebitagatterun da. (2015)
- Garakowa: Restore the World (2016)
- Chihayafuru - Il gioco di Chihaya (2016)
- 22-nen-me no kokuhaku: watashi ga satsujinhan desu (2017)
- Maboroshi (2023)